# Караванское сельское поселение
Караванское сельское поселение — бывшее муниципальное образование в составе Тужинского района Кировской области России, существовавшее в 2006 - 2012 годах.
Центр — село Караванное.

## История
Караванское сельское поселение образовано 1 января 2006 года согласно Закону Кировской области от 07.12.2004 № 284-ЗО.
28 апреля 2012 года согласно Закону Кировской области от 28.04.2012 № 141-ЗО поселение упразднено, все населённые пункты включены в состав  Тужинского городского поселения.

## Состав
В поселение входили 4 населённых пункта:
- село Караванное
- деревня Коробки
- деревня Машкино
- деревня Ятанцы